# 西安碑林
西安碑林位于中华人民共和国陕西省西安市三学街文庙旧址，是一座收藏、研究碑石墓志及其它古代石刻艺术品的博物馆，是西安碑林博物馆的主体。碑林中荟萃了中国古代精美碑石艺术，石碑众多，还有丰富的碑石墓志、石刻艺术品。

## 历史

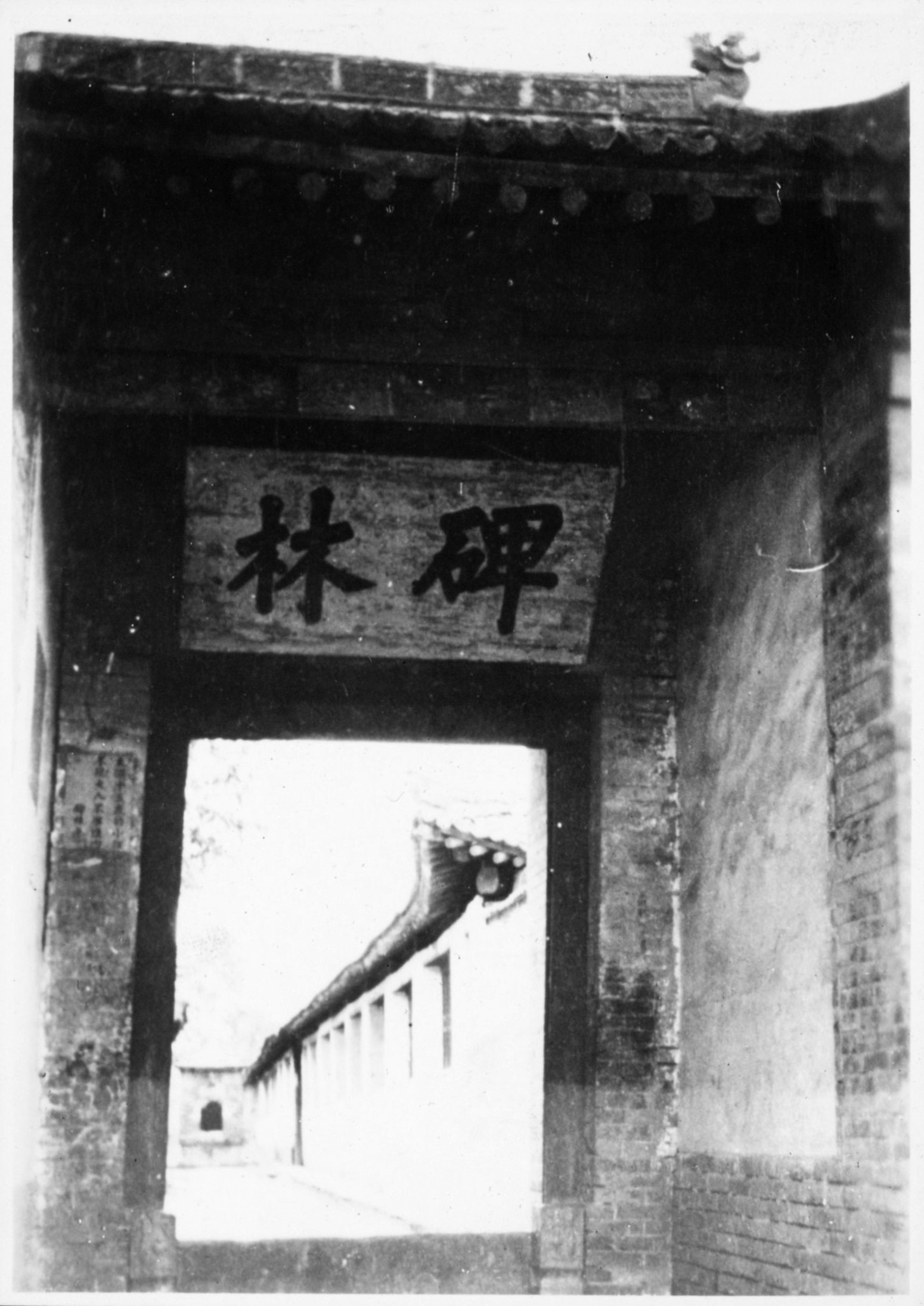
1930年代的西安碑林

碑林的历史可以追溯到唐末五代时期长安城务本坊的国子监内原来立有《石台孝经碑》和《开成石经碑》。唐末天祐元年（904年）为了保护重要的碑石不散失，将石碑集中于文庙内。北宋哲宗元佑二年（公元1087年）为保存《开成石经碑》而建立专门陈列石碑的场所，元祐五年（1090年）又增建碑廊、碑亭。后来历经各代的广泛收集，规模逐渐扩大，至清初始称为“碑林”。
歷代碑林因缺乏管理，一度遭到人为的破坏。明嘉靖三十四年（1556年），发生嘉靖大地震，大量碑石断裂。乾隆三十七年（公元1772年），陝西巡撫毕沅至碑林视察，见衡宇倾圮，碑石橫臥散亂，毕沅開始重修和保护碑林。
1961年被列入全国重点文物保护单位。1992年正式定名为西安碑林博物馆，设七個陈列室、六条游廊和八個碑亭。

## 碑石

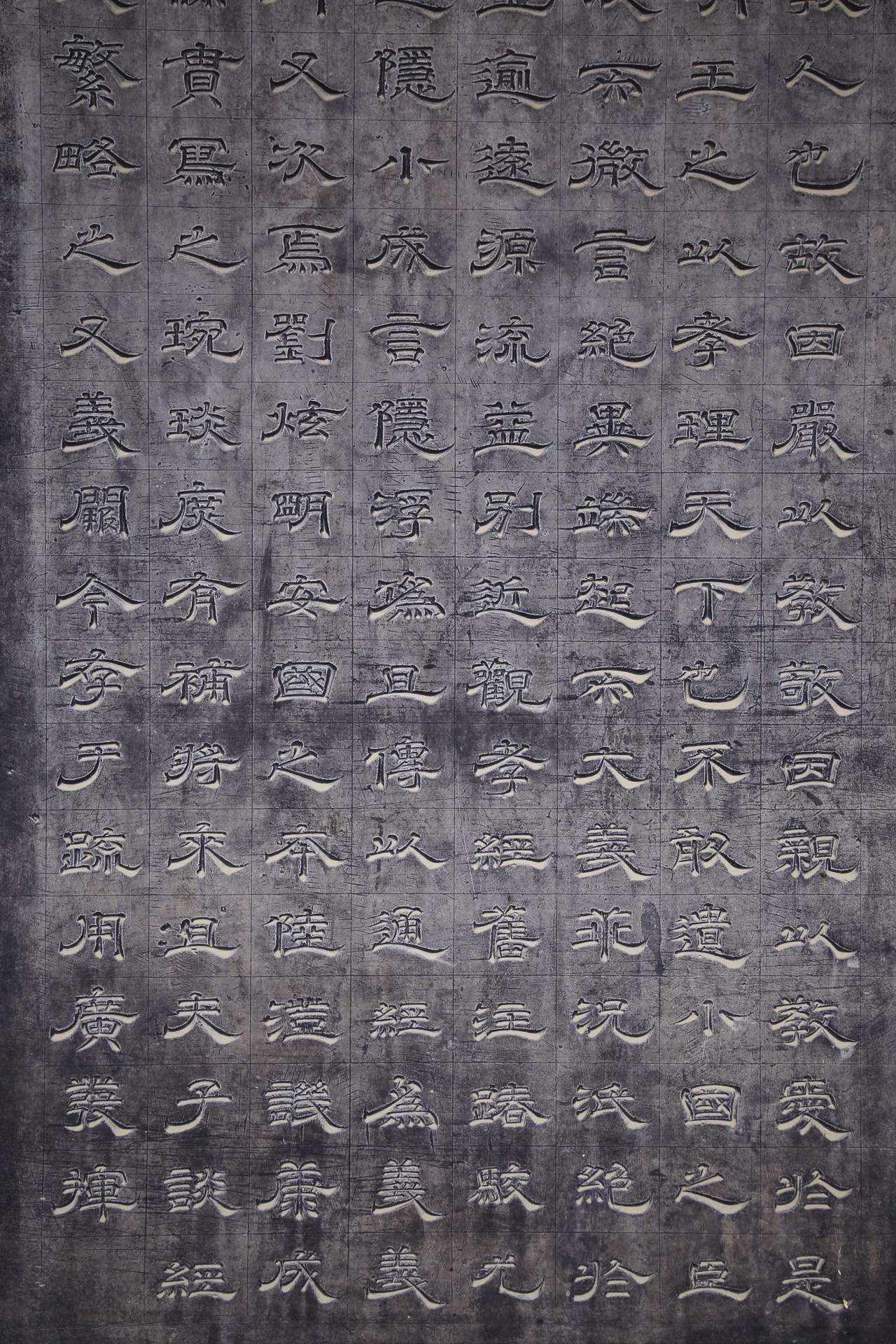
碑林中亭，唐玄宗書隸書孝經，唐肅宗題額，西側碑文局部

碑林是中国收藏古代碑石数量最多的博物馆，共收藏中国历代著名书法家、名人碑石近3000方。陈列有从汉至清代的各种碑石墓志1000多方，其中以唐碑最多。有东晋书法家王羲之、唐代书法家欧阳询、颜真卿、柳公权等墨迹之刻石。

### 著名碑石列表
- 东汉《曹全碑》，全称为《合阳令曹全碑》，刻於东汉中平二年（185年），以隶书寫成，记载东汉曹全镇压黄巾起义。
- 東漢《熹平石經》殘石，熹平四年（175），傳爲蔡邕書。碑陽內容爲《周易》之《家人》卦至《小過》卦，碑陰爲《周易》之《繫辭》下篇末、《文言》、《說卦》。于右任巨資購得，後捐獻給西安碑林。
- 東漢《倉頡廟碑》，延熹五年（162）。
- 西晉《司馬芳殘碑》，記敘司馬懿之父司馬芳（司馬防）生平。
- 唐《石台孝经碑》，刻于唐天宝四年（745年），由唐玄宗亲序加注並書，記載《孝經》中曾参问答。
- 唐《开成石经碑》，刻於唐文宗太和四年（830），由艾居晦、陈珍等用楷书写成，有《周易》6卷、《尚书》13卷、《诗经》20卷、《周礼》11卷、《儀禮》17卷、《礼记》20卷、《春秋左氏传》30卷、《春秋公羊传》12卷、《尔雅》3卷、《春秋穀梁傳》、《孝经》、《论语》等十二种经书。
- 唐《大秦景教流行中国碑》，刻于唐德宗建中二年（781），釋景淨撰，呂秀巖書，用漢字和叙利亚文记载景教传入中国的情况。光绪三十三年（1907年）移入碑林。
- 唐《大唐三藏圣教碑》，咸亨三年（672）刻成。貞觀二十二年（648）唐太宗制文，僧怀仁集王羲之字。明代毁于雷火，后经休整，碑中断纹清晰可见。
- 唐《同州三藏聖教序碑》，唐太宗製文，褚遂良書，龍朔三年（663）立。此碑並非褚遂良更知名的「雁塔聖教序」。
- 唐《多寶塔碑》，天寶十一年（752），岑勳撰文，徐浩隸書題額，顏真卿書。碑陰爲《楚金禪師碑》，貞元二十一年（805），釋飛錫撰，吳通微書。
- 唐《勤禮碑》，大曆十四年（779），顏真卿撰並書。
- 唐《顏氏家廟碑》，建中元年（780）立，顏真卿七十二歲撰並書，李陽冰篆額。
- 唐《廣智三藏和尚碑》，建中二年（781）刻立，又稱「不空和尚碑」，嚴郢撰，徐浩書。
- 唐《玄秘塔碑》，會昌元年（841），裴休撰文，柳公權書。
- 唐《馮宿神道碑》，開成二年（837），王起撰文，柳公權篆額並書。
- 唐《皇甫誕碑》，貞觀年間（627-649），于志寧製文，歐陽詢書。
- 唐《道因法師碑》，龍朔三年（663），李儼撰文，歐陽通書。
- 唐《三墳記碑》，大曆二年（767）立，李季卿製文，李陽冰篆書。
- 唐《梁守謙碑》，長慶二年（822），楊承和撰文並書。
- 唐《興福寺殘碑》，開元九年（721），釋大雅集王羲之書。
- 唐《梵漢合文陀羅尼真言經幢》，釋海覺書，古尼泊爾文與不空和尚漢譯文各一行合刻，僅存半截。
- 宋翻刻秦《峄山刻石》，刻於秦始皇二十八年（前219年），相傳為秦朝宰相李斯以小篆寫成，但無史料記載。[2]
- 宋重刻唐《孔子庙堂碑》，唐武德九年（626）虞世南書。
- 宋《大观圣作之碑》，碑正文为宋徽宗赵佶瘦金体，碑额为蔡京所写。
- 《淳化阁帖选》，虞世南作品。
- 元《重修牛山土主忠惠王庙碑》
- 元《刘尚神道碑》
- 清《张化龙碑》，颂扬清末领导陕西扶风、歧山一带农民张化龙。
- 清《平利教案碑》
- 清刻《宋淳化秘阁帖》

## 石刻
- 隋李靜訓石棺。李靜訓字小孩，爲隋左光祿大夫、岐州刺史李敏第四女。石棺背面中間瓦脊上刻「開者即死」四字咒文，隨葬品藏中國國家博物館。
- 唐石犀，原在唐高祖李淵獻陵前，原有一對，此爲其中之一。
- 唐《昭陵六骏》，貞觀十年（636）刻。其中颯露紫、拳毛騧爲複製品，二駿原石1914年流出國外，今藏賓夕法尼亞大學考古學與人類學博物館。
- 唐李壽（李神通）墓門、石槨、龜形墓誌

## 图片集

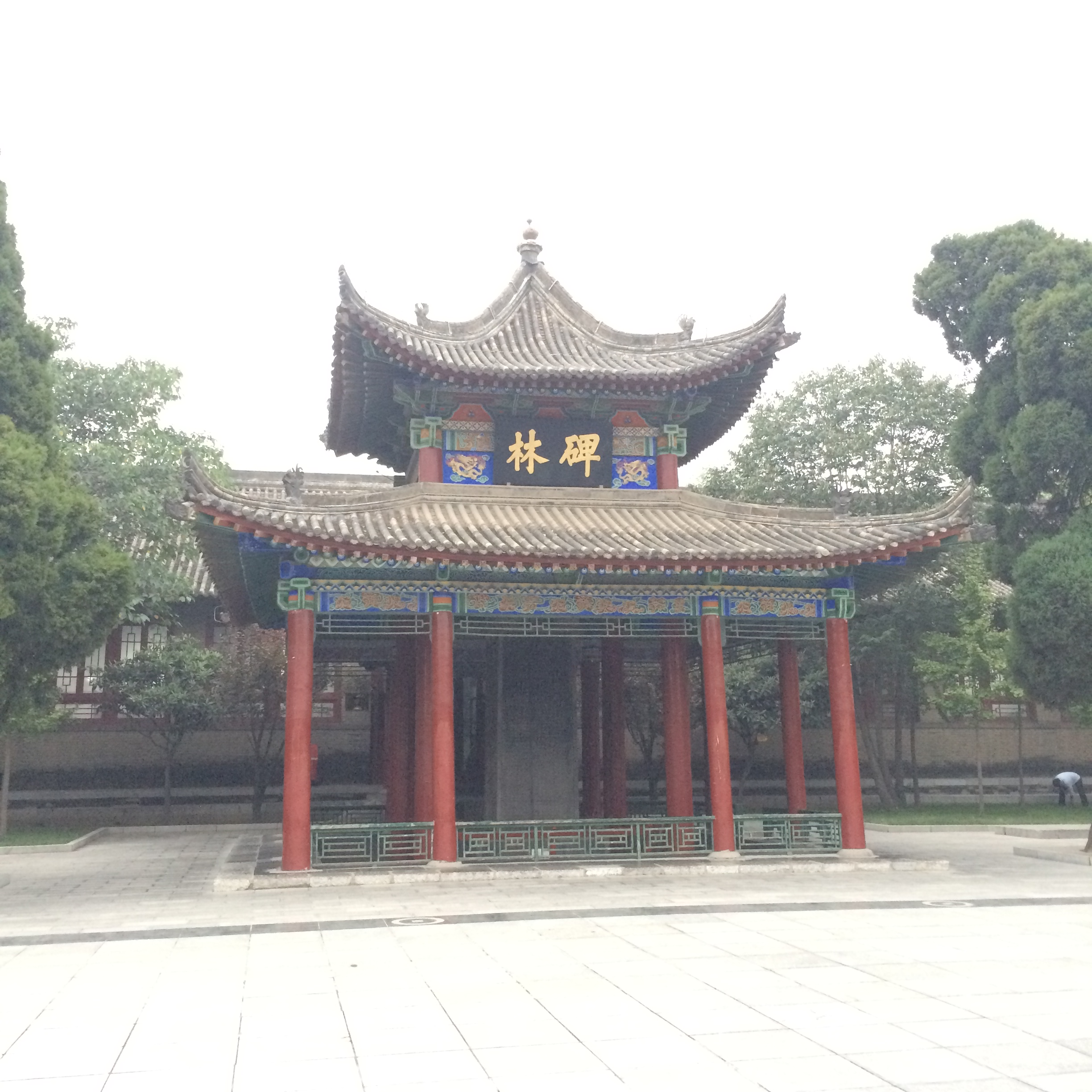
石台孝经碑亭，亭上“碑林”牌匾为林则徐所书，碑亭内收藏《石台孝经》
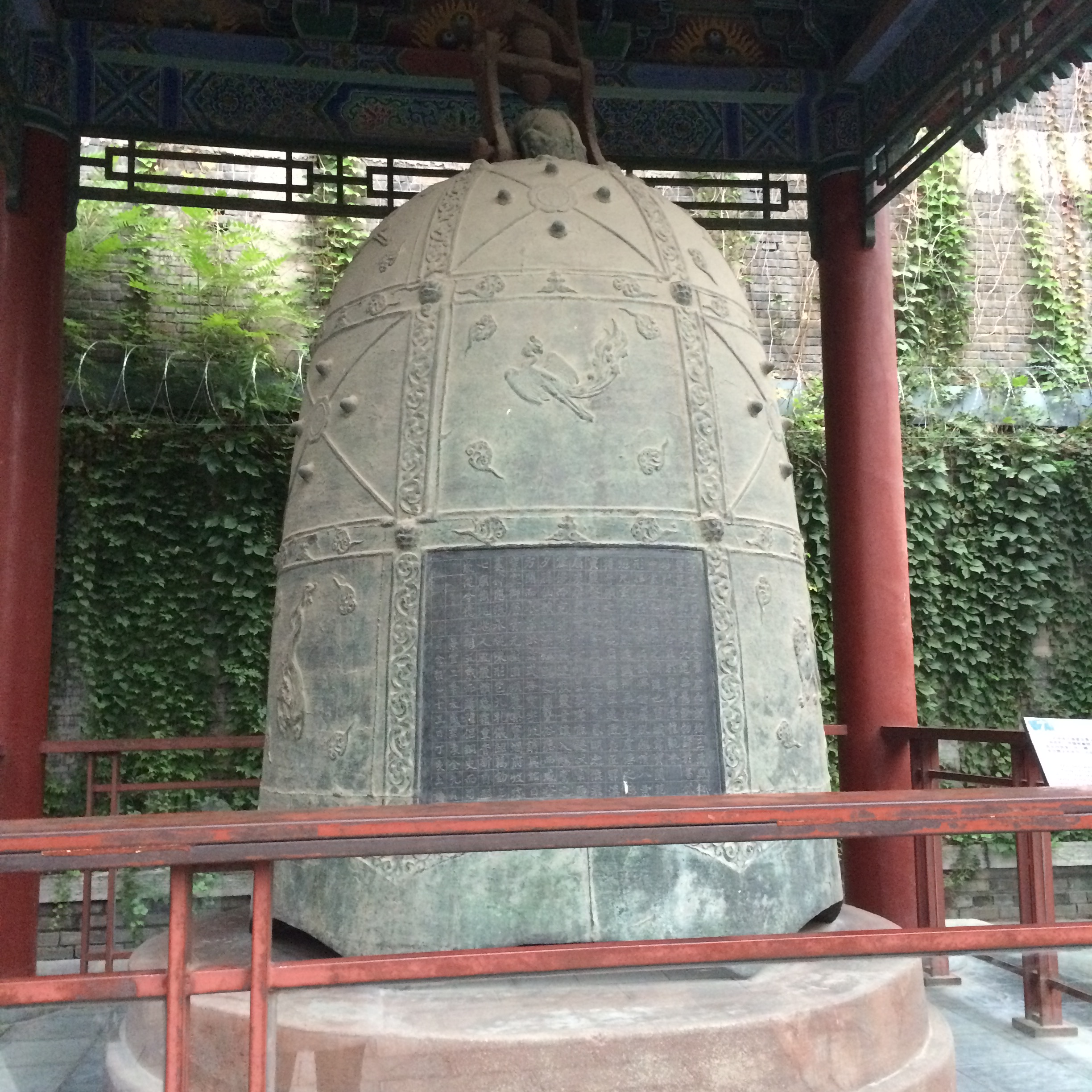
现藏碑林的景雲鐘，原为西安钟楼挂钟